# دوري السوبر الجورجي لكرة السلة
دوري السوبر الجورجي لكرة السلة هو دوري كرة سلة للمحترفين في جورجيا تأسس في 1991 يلعب فيه 8 فرق. يعتبر فريق فيتا تبليسي هو الأكثر تتويجا باللقب.

## أبرز الفرق
- فيتا تبليسي

## وصلات خارجية
- الموقع الإلكتروني